# Friedrich Adolph Gottlieb von Eyben
Friedrich Adolph Gottlieb Graf von Eyben auch Fritz Graf von Eyben (* 28. Mai 1805 in Regensburg; † 1. September 1889 in Schönberg (Mecklenburg)) war ein mecklenburgischer Verwaltungs- und Hofbeamter.

## Leben
Fritz von Eyben war der einzige Sohn des mecklenburgischen Gutsbesitzers und königlich dänischen Gesandten am preußischen Hof in Berlin (bis 1816) und ab 1815 beim Deutschen Bund in Frankfurt am Main Friedrich von Eyben (1770–1825) und seiner Ehefrau Dorothea Caroline Elisabeth geb. von Veltheim (1776–1811). Sein Vater war 1817 zum dänischen Lehnsgrafen erhoben worden. Nach dem Besuch des Joachimthalschen Gymnasiums in Berlin studierte er in Göttingen und ab 1. November 1826 in Kiel, wo er seine zukünftige Frau kennenlernte.
1830 erwarb er den kleinen Hof Ruhetal bei Wittenburg, den sein Vater schon 1815 einmal erworben hatte, sowie das Allodialgut Setzin und wurde damit in Mecklenburg landtagsfähig. 1840 wurde er königlich dänischer und auch mecklenburg-strelitzscher Kammerherr. 1842 wurde er ständischer Landrat für das Herzogtum Schwerin. Ende 1853 verkaufte er Setzin an den Amtmann von Cismar, Heinrich Ernst August Ferdinand von Döring (1805–1880), den Sohn von Ernst August von Döring. Daraufhin wurde er im März 1854 durch den Großherzog von seinem Amt als Landrat entbunden, da seine Landtagsfähigkeit an den Besitz von Setzin gekoppelt war. Ende 1854 verkaufte er auch Ruhetal an Döring.
Zu Ostern 1854 trat er als Oberlanddrost des als Exklave zu Mecklenburg-Strelitz gehörenden Fürstentums Ratzeburg mit dem Amtssitz in Schönberg in den Dienst dieses Großherzogtums. In seine Amtszeit als Leiter der Amtsvogtei in Schönberg fallen der Staatsvertrag und die dazugehörenden Vereinbarungen mit der Freien und Hansestadt Lübeck zum Bau der Bahnstrecke Lübeck–Bad Kleinen, die von Eyben als Vertreter von Mecklenburg-Strelitz gemeinsam mit dem Leiter des Justizamtes der Landvogtei Carl von Oertzen aushandelte und dann für das Land unterschrieb. Mehrfach vertrat er das großherzogliche Haus in diplomatischer Mission. So war er 1860 beauftragt, dem damals in Warschau weilenden Zar Alexander II. den Tod des Großherzogs Georg und den Regierungsantritt des Großherzogs Friedrich Wilhelm II. anzuzeigen. Bei der Huldigung der Landstände des Herzogtums Lauenburg am 26. September 1865 in Ratzeburg begrüßte er deren neuen Landesherrn, den preußischen König Wilhelm im Namen des Großherzogs, der mit dem Domhof Ratzeburg ebenfalls ein Territorium in Ratzeburg besaß.

## Familie
Im Jahr 1830 oder 1831 heiratete er Adolphine Caroline Clementine Marie Schubert (1803–1855), die in erster Ehe mit dem hannoverschen Dichterjuristen und Titular-Amtmann in Leer Carl August Heinrich Zwicker verheiratet gewesen war. Eyben adoptierte die Tochter aus dieser ersten Ehe Julia Dorothea Zwicker (1824–1886); sie heiratete 1843 Klaus von Reden (1809–1880). Die beiden hatten gemeinsam eine Tochter, Gräfin Agnes Maria (1839–1899), die unverheiratet blieb und als großherzogliche Pensionistin vom Kloster Dobbertin eine Rente erhielt, und den Sohn Adolf Friedrich Graf von Eyben (* 1834), der Offizier im großherzoglich mecklenburg-schweriner Dragonerregiment war. Letzterer starb am 9. Mai 1878 auf einer Reise in Assiut in Ägypten. Mit diesen beiden Kindern starb der gräfliche Zweig derer von Eyben aus.
Seine einzige Schwester Adelheid Henriette Louise Caroline von Eyben (1808–1882) heiratete den dänischen Diplomaten Friedrich Christian Ferdinand von Pechlin; nach dessen Tod wurde sie Oberhofmeisterin bei der Erbprinzessin Caroline von Dänemark.

## Auszeichnungen
- Sankt-Stanislaus-Orden I. Klasse[9]
- Orden der Eisernen Krone III. Klasse (1852, als mecklenburg-schwerinscher Marsch-Commissar)[10]
- Großkomtur des Hausordens der Wendischen Krone (17. Oktober 1869)[11]
- Roter Adlerorden II. Klasse (August 1865)[12]
- Titel Exzellenz (1879)